# تتسوجين
تتسوجين (باليابانية: 鉄人، بالروماجي: Tetsujin)، شخصية سرية ظهرت لأول مرة في تيكن تاغ تورنمنت حيث يظهر كالنسخة الفضية من موكوجين. عندما يضرب يصدر ضوضاء معدنية تشير إلى أنه مصنوع من المعدن. ظهر تتسوجين أيضاً في تيكن 5 وتيكن 5: دارك ريزوركشن كدمية تدريب في صيغة التدريب.
يظهر في نهاية تيكن تاغ لتتسوجين حيث يتدرب مع جيش من موكوجين.

## وصلات خارجية
- تيكن ويكي
- تيكنبيديا الإنجليزية